# Terciopelo-Lanzenotter
Die Terciopelo-Lanzenotter (Bothrops asper) ist eine in Mittelamerika und im Nordwesten Südamerikas weit verbreitete Schlangenart. Sie gehört zur Unterfamilie der Grubenottern. Weitere gelegentlich im deutschen Sprachraum genutzte Namen für die Art sind Amerikanische Lanzenotter, Rauschuppige Lanzenotter, Fer de lance oder Barba amarilla. Die Art bewohnt tropische Laub- und Regenwälder. Sie lebt dort überwiegend auf dem Boden, klettert jedoch auch zumindest einige Meter hoch auf Bäume oder Sträucher. Jungtiere von Bothrops asper ernähren sich überwiegend von kleinen Amphibien, Reptilien und Wirbellosen, ausgewachsene Tiere überwiegend von kleinen Säugetieren.
Die Terciopelo-Lanzenotter wird mit bis über zwei Meter Körperlänge sehr groß, ist leicht erregbar, bewegt sich sehr schnell und ist extrem giftig. Sie ist innerhalb ihres Areals für den Großteil der Vergiftungen durch Schlangenbisse und jährlich für zahlreiche Todesfälle verantwortlich. Viele Patienten, die den Biss überleben, bleiben durch schwerste Gewebezerstörungen und Gliedmaßenverluste lebenslang behindert.

## Beschreibung
Bothrops asper ist die größte Art der Gattung, verglichen mit anderen Vertretern der Gattung jedoch relativ schlank. Geschlechtsreife Individuen sind meist zwischen 1,2 und 1,8 m lang, die größten Exemplare erreichen eine Körperlänge von 2,5 m. Weibchen sind schon bei der Geburt größer als Männchen und erreichen auch später wesentlich größere Körpermaße.

### Beschuppung
Die Art zeigt an den Kopfseiten je ein einzelnes Loreale und 5–11, meist 6–9, gekielte Supraocularia. Die Anzahl der Supralabialia beträgt 7–9 (meist 7), die Zahl der Infralabialia 8–12, meist 10 oder 11. Die Anzahl der Bauchschuppen (Ventralschilde) variiert zwischen 161 und 240, die Zahl der Subcaudalia zwischen 46 und 81 und die Anzahl der dorsalen Schuppenreihen in der Körpermitte zwischen 23 und 33, meist sind es 25–29.

### Färbung

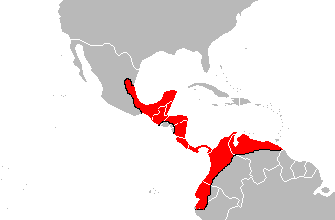
Verbreitung der Terciopelo-Lanzenotter

Färbung und Zeichnung der Schlange sind sehr variabel. Die Grundfarbe der Oberseite kann rotbraun, braun, olivgrün, graubraun, rosa oder fast schwarz sein. Die Oberseite des Kopfes ist im Normalfall ungezeichnet. Ein dunkler Streifen (Postokularstreifen) zieht sich vom Auge bis zum Mundwinkel und kann die hinteren ein bis zwei Oberlippenschilder (Supralabialia) mit einschließen. Die Oberseite zeigt auf beiden Seiten des Rückens 18 bis 28 hell umrandete, dunkelbraune bis fast schwarze Dreiecke, deren breite Basis zum Bauch zeigt. Häufig befinden sich in der bauchseitigen Verlängerung beider Schenkel des Dreiecks große, dunkle Punkte. Die Dreiecke können auf der Rückenmitte mit den Spitzen aufeinanderstoßen, so dass der Rücken eine sehr auffallende X-Zeichnung zeigt, oder gegeneinander versetzt sein. Zum Schwanz hin wird die Zeichnung immer enger, der Schwanz selbst ist meist einfarbig dunkelbraun oder schwarz. Die Bauchseite ist meist gelb, selten cremefarben oder weißgrau und zeigt unregelmäßige, dunkle Flecken, die zum Schwanz hin dichter werden.
Männliche Jungtiere haben ein gelbes Schwanzende, bei weiblichen Jungtieren ist es einfarbig braun. Bei Männchen beginnt die gelbe Schwanzfärbung bei einer Körperlänge von etwa 100 cm zu verblassen, sie verschwindet bis zur Geschlechtsreife.

## Verbreitung und Lebensraum
Das Verbreitungsgebiet der Terciopelo-Lanzenotter erstreckt sich von Nordost-Mexiko nach Süden über ganz Zentralamerika. Es umfasst außerdem den küstennahen Nordwesten Südamerikas von Ecuador im Süden über Kolumbien bis zur Ostgrenze Venezuelas. Die südliche Grenze der Verbreitung in Kolumbien und in Venezuela ist umstritten und muss weiter untersucht werden, insbesondere die Abgrenzung zur südöstlich anschließenden, sehr ähnlichen Art Bothrops atrox, ist in vielen Bereichen unklar. Dort, wo beide Arten parapatrisch oder sympatrisch vorkommen, besteht aber offenbar eine ökologische Trennung.

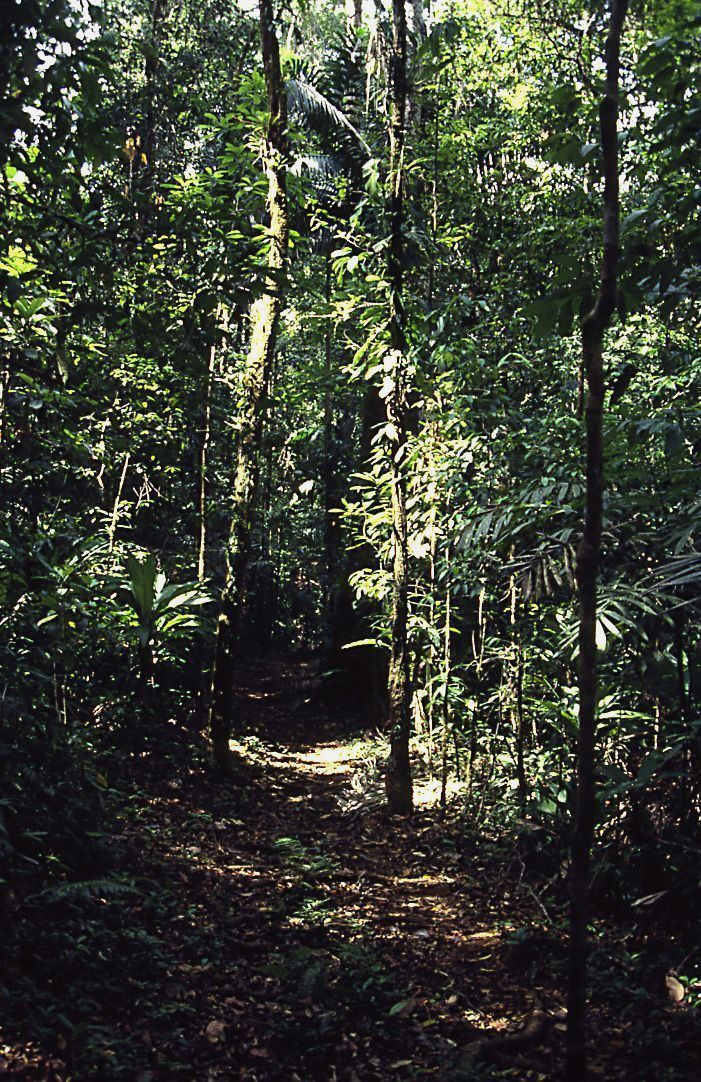
Pazifischer Regenwald im Tiefland von Costa Rica, ein typischer Lebensraum der Terciopelo-Lanzenotter

B. asper ist in Mexiko und Mittelamerika überwiegend im Flachland zu finden, die höchsten Fundstellen lagen dort auf 1300 m Meereshöhe. In Südamerika besiedelt sie auch erheblich höhere Bereiche, in Kolumbien wurde sie bis in 2640 m Höhe gefunden, in Venezuela in 2500 m Höhe. Lebensraum der Terciopelo-Lanzenotter sind in erster Linie tropische Regenwälder, Nebelwälder und tropische immergrüne Wälder, sie kommt auch in Randbereichen zu Savannen häufig vor. Daneben werden auch trockenere Landschaften wie tropische Laubwälder, Dornenwälder oder Kiefernsavannen besiedelt; in solchen Lebensräumen ist sie jedoch deutlich seltener und meist nur in Wassernähe zu finden. Die Art besiedelt zudem Sekundärwald und besucht vermutlich auf der Nahrungssuche auch gerne Siedlungen.

## Systematik
Von der Terciopelo-Lanzenotter werden keine Unterarten beschrieben. Die systematische Abgrenzung von B. asper zu B. atrox wird teilweise kontrovers diskutiert, auch die Vereinigung der beiden Arten zu einer Superspezies wurde vorgeschlagen. Nach neueren molekulargenetischen Arbeiten ist die Trennung der beiden Arten jedoch gut begründet. In der bisher umfassendsten molekulargenetischen Arbeit, die 28 Arten oder Formen der Gattung berücksichtigte, bildet die Terciopelo-Lanzenotter die Schwesterart einer klar abgegrenzten Gruppe von sieben Bothrops-Arten, in der auch B. atrox enthalten ist.

## Verhalten
Die Aktivität der Schlange unterliegt offenbar jahreszeitlichen Schwankungen. An der Nordgrenze ihrer Verbreitung ist die Art im Winter deutlich weniger aktiv, im Süden des Areals ist die Aktivität während der Regenzeit deutlich höher als in der Trockenzeit. Wie alle Vertreter der Gattung ist Bothrops asper überwiegend nachtaktiv. Der Tag wird regelmäßig sonnenbadend auf Lichtungen oder an Flussufern verbracht, häufig aber auch im Schatten höherer Vegetation. Bothrops asper ist überwiegend bodenlebend, wird jedoch häufig auch einige Meter über dem Boden in niedriger Vegetation oder auf Baumstämmen angetroffen.

## Ernährung

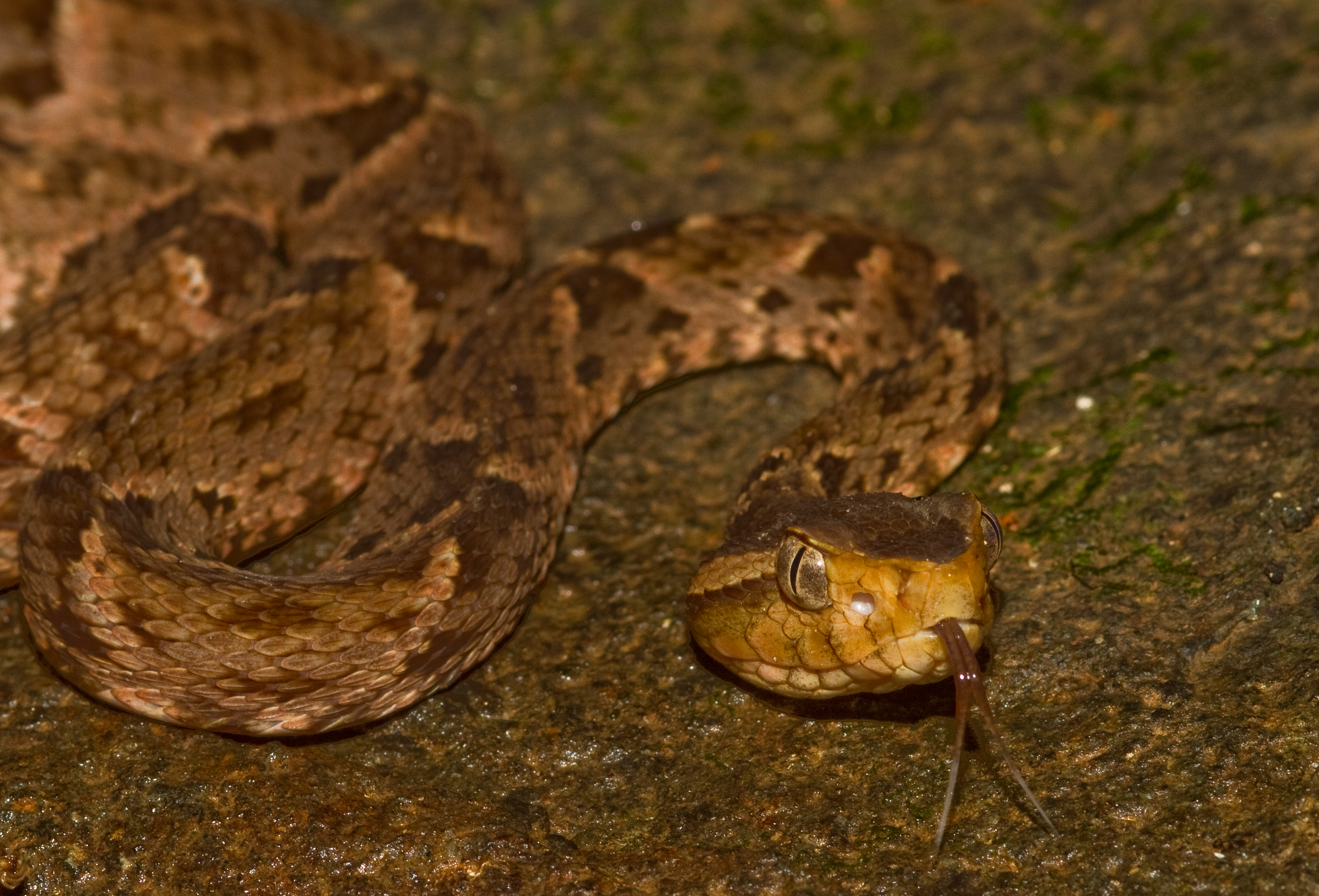
Terciopelo-Lanzenotter, Jungtier

Über die nächtlichen Jagdmethoden erwachsener Terciopelo-Lanzenottern ist wenig bekannt. Auch systematische Untersuchungen zur Ernährung liegen bisher kaum vor. Sie ernähren sich überwiegend von kleinen Säugetieren, daneben auch von Vögeln, Reptilien und Amphibien. Häufig wurden Hausratten, Beutelratten (Philander sp., Didelphis marsupialis, Caluromys derbianus) und Taschenmäuse (Heteromys sp.) als Beute nachgewiesen. Einzelnachweise betrafen ein Brasilien-Waldkaninchen (Sylvilagus brasiliensis), eine Baumwollratte (Sigmodon peruanus), den Gecko Gonatodes fuscus, eine juvenile Bothrops asper, einen Vertreter der Echten Frösche (Rana forreri) sowie einen unbestimmten Vogel.
Jungtiere benutzen ihr Schwanzende als Köder. Wenn Amphibien und Reptilien in die Nähe kommen, richtet die Schlange den Kopf in deren Richtung aus und exponiert das Schwanzende. Der basale Teil des Schwanzes wird senkrecht gehalten, das Schwanzende wird dann in waagerechter Position gedreht oder geschwenkt. Frösche (und vermutlich auch Reptilien) werden gebissen und festgehalten, bis sie sich nicht mehr bewegen. Jungtiere fressen offenbar überwiegend Amphibien und Reptilien sowie Wirbellose. Nachgewiesen wurden u. a. Anolis und Skinke, Frösche (z. B. Antillen-Pfeiffrösche Eleutherodactylus sp.), große Hundertfüßer und Heuschrecken.
In Ecuador wurden Mageninhalte von 14 Individuen unterschiedlichen Alters untersucht. Sechs von diesen enthielten Reste von Mäusen (Muridae), drei Reste des Pfeiffrosches Eleutherodactylus achatinus und neun Reste von Insekten. Ein Individuum hatte Reste einer Eidechse im Magen, ein weiteres Reste eines zur Familie der Zaunkönige gehörenden Thryothorus nigricapillus sowie einen großen Hundertfüßer.

## Fortpflanzung
Die Terciopelo-Lanzenotter ist wie alle Arten der Gattung lebendgebärend (vivipar). Innerhalb der Gattung Bothrops besteht ein deutlicher Zusammenhang zwischen Körpergröße und Anzahl der Jungtiere; B. asper ist der fruchtbarste Vertreter der Gattung.
Innerhalb des großen Verbreitungsgebietes variieren Phänologie und die Jungtieranzahl schon kleinräumig oft erheblich. In Costa Rica sind die Vorkommen weitgehend auf die küstennahen Niederungen im Norden und im Süden des Landes beschränkt, der Gebirgszug im Zentrum des Landes ist fast unbesiedelt. Auf der atlantischen (nördlichen) Seite finden Paarungen im März statt, die Geburt der Jungtiere erfolgt von September bis Oktober, die Anzahl der Jungschlangen lag zwischen 14 und 86, im Mittel bei 41. Auf der pazifischen Seite erfolgen die Paarungen von September bis November, die Geburt der Jungtiere von April bis Juni und die Jungenzahl lag nur bei 5 bis 40, im Mittel bei 19. Bei beiden Populationen wurde ein deutlicher Zusammenhang zwischen Weibchengröße und Anzahl der Jungtiere ermittelt, mehr als 60 Jungtiere wurden nur bei Weibchen von mehr als 1,8 m Länge gefunden. Die Jungtiere beider Populationen zeigten kaum Größenunterschiede, die Körperlänge lag zwischen 27 und 36,5 cm, das Gewicht zwischen 6,1 und 20,2 g. Die Parameter der Populationen aus anderen Regionen bewegen sich innerhalb der hier für Costa Rica angegebenen Werte.

## Alter
Angaben zum Durchschnitts- und Maximalalter freilebender Individuen sind unbekannt, das maximale Alter in Gefangenschaft betrug über 20 Jahre.

## Verhalten gegenüber Menschen
Bothrops asper gilt als sehr leicht erregbar. Bei absichtlichen Störungen bewegt sie sich sehr schnell, wechselt abrupt die Bewegungsrichtung und versucht zuzubeißen. Wird sie bei Dunkelheit mit einer Taschenlampe angestrahlt, sucht sie Deckung, kehrt aber dann oft an die Stelle der Störung zurück. Am Tag ergreift sie bei Annäherung eines Menschen nicht die Flucht, sondern vertraut auf ihre hervorragende Tarnung und verharrt regungslos. Erst bei Unterschreitung einer bestimmten Distanz oder bei Berührung beißt sie sehr schnell zu. Ein Großteil der Gebissenen nimmt die Schlange daher erst im Moment des Zubeißens wahr. Vor dem Biss richtet sich die Schlange auf, viele Menschen werden daher oberhalb des Knies gebissen.

## Giftwirkung bei Menschen
Die Toxingemische der Grubenottern sind die mit Abstand komplexesten natürlichen Gifte. Sie enthalten eine Mischung von Enzymen, niedermolekularen Polypeptiden, Metallionen und anderen, in ihrer Funktion bisher kaum verstandenen Komponenten. Entsprechend vielfältig sind die Wirkungen dieser Gifte. Das Gift von Bothrops asper verursacht eine ganze Reihe von Symptomen, dabei wird zwischen lokalen und den ganzen Körper betreffenden (systemischen) Symptomen unterschieden. Besonders problematisch ist bei dieser sehr großen Art die bei einem Biss verabreichte große Giftmenge sowie die hohe Giftigkeit. Die durchschnittliche Giftmenge je Biss liegt bei 458 mg (Trockengewicht), maximal bei 1530 mg, der LD50-Wert liegt bei Mäusen bei 3,7 mg pro kg Körpergewicht.

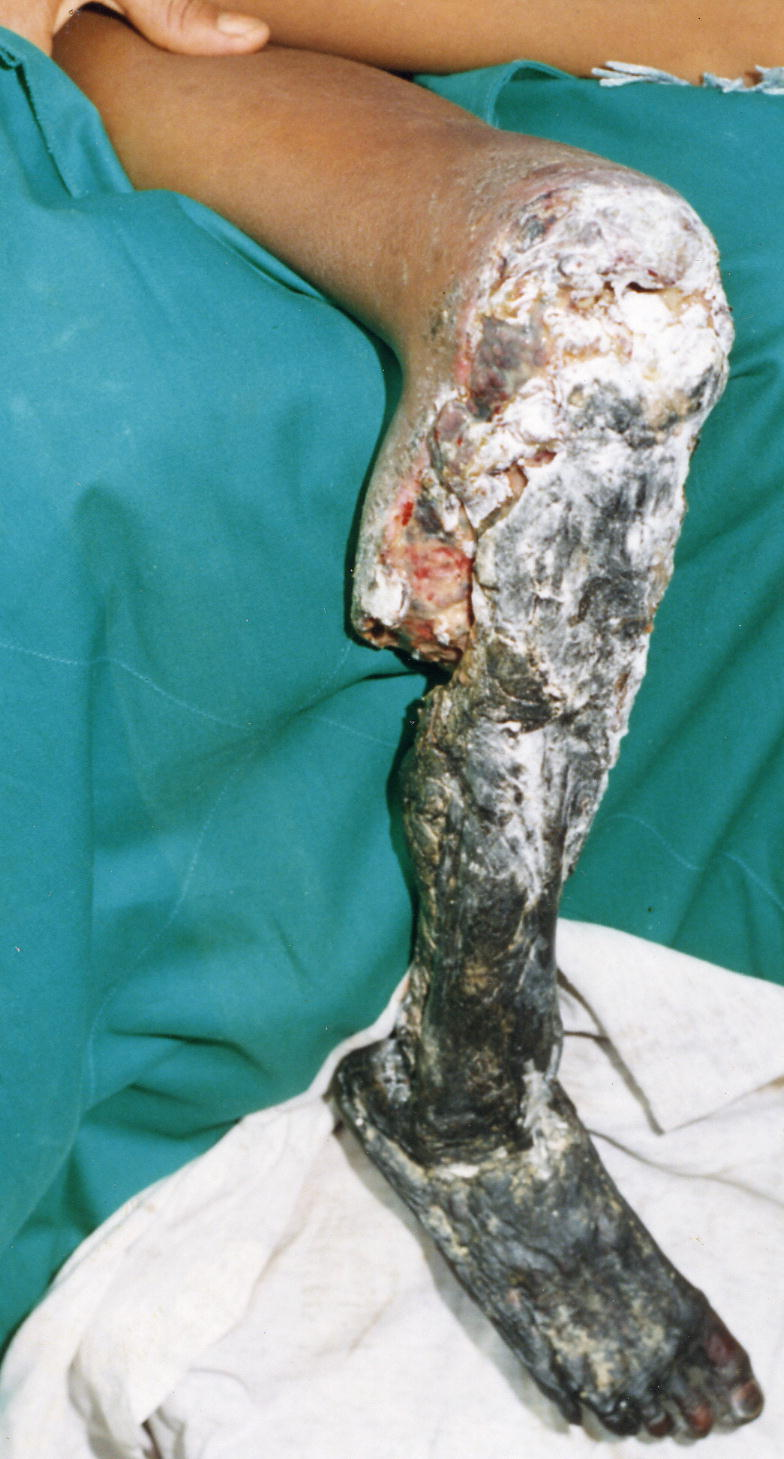
Schwere Nekrose am Unterschenkel eines elf Jahre alten Jungen, der in Ecuador von B. asper gebissen worden war. Die Aufnahme entstand zwei Wochen nach dem Biss; der Junge war bis dahin nur mit Antibiotika behandelt worden. Das Bein wurde oberhalb des Knies amputiert.

### Lokale Wirkungen
Das Gift enthält Gewebe zerstörende Enzyme, vor allem Phospholipase A2 sowie stark proteinabbauende Metalloproteinasen. Typische lokale Symptome sind vor allem starke Schmerzen, Rötungen und Schwellungen, die sich sehr schnell auf die gesamte gebissene Gliedmaße und den benachbarten Rumpf ausdehnen, sowie kleine oder große Blasen, die klare oder blutig-seröse Flüssigkeit enthalten. Häufig entstehen schwere Nekrosen, insbesondere des Muskelgewebes. Bei nicht oder zu spät eingeleiteter Behandlung müssen betroffene Gliedmaßen wegen der Nekrosen häufig amputiert werden, auch bei rechtzeitiger Behandlung müssen betroffene Bereiche oft chirurgisch wiederhergestellt werden. Weitere Dauerschäden sind Funktionseinschränkungen oder -verluste durch Muskelschwund (Atrophie), dauerhafte Muskelverkürzungen und Lähmungen peripherer Nerven.

### Systemische Wirkungen
Das Gift wirkt hämolytisch und durch Metalloproteinasen hämorrhagisch (Blutgefäße zerstörend). Es verursacht durch thrombinähnliche Enzyme (TLEs) eine Veränderung der Blutgerinnungsvorstufe Fibrinogen und hierdurch eine pathologische Aktivierung der Blutgerinnung. Dies führt über weitere Schritte zum schnellen Verbrauch der Gerinnungsfaktoren und wirkt daher gerinnungshemmend. Das Syndrom wird als Disseminierte intravasale Koagulopathie (DIC) bezeichnet. Die Patienten bluten aus der Bissstelle, aus noch nicht verheilten Narben, Mückenstichen und Mundschleimhäuten und es kommt zu inneren Blutungen. Das Gift wirkt offenbar auch direkt nierentoxisch. Bei Schwangeren führen die Bisse häufig zu Spontanaborten. Zusätzliche Komplikationen entstehen durch Infektionen durch die in den Schleimhäuten der Schlange enthaltene Bakterienfauna. Häufigste Todesursachen sind akutes Nierenversagen, Hirnblutungen und Blutvergiftungen.

### Epidemiologie
Die Kombination aus hoher Giftmenge, hoher Giftigkeit, geringer Fluchtbereitschaft, vergleichsweise hoher Aggressivität, häufigem Aufenthalt in menschlichen Siedlungen und relativ großer Verbreitung macht B. asper in ihrem Areal zur mit Abstand medizinisch relevantesten Schlange. Sie ist innerhalb ihres Areals für den Großteil der Vergiftungen durch Schlangenbisse und für fast alle Todesfälle verantwortlich.
In einer Studie zur Epidemiologie von Schlangenbissen bei Kindern und Jugendlichen in Costa Rica zwischen 1985 und 1995 waren 65 % der Vergiftungen auf Bothrops asper zurückzuführen, 3 der 79 gebissenen Kinder starben.
In ganz Costa Rica wurden im Zeitraum 1990–2000 im Mittel 504 Menschen pro Jahr von Giftschlangen gebissen. Die Anzahl der Todesfälle lag zwischen 0 und 7 pro Jahr. Der Großteil der Bisse und fast alle Todesfälle wurden auf B. asper zurückgeführt. Insgesamt gelang es dort, die Mortalität unter den Bissopfern erheblich zu senken, 1947 lag sie noch bei 7 %, in den 1990er Jahren nahe 0 %.
In zwei Provinzen im Nordwesten Kolumbiens wurden in den 1990er Jahren jährlich im Mittel 669 Menschen von Schlangen gebissen. 50 bis 70 % der Bisse erfolgten durch B. asper, die Mortalität lag bei 5 %, weitere 6 % erlitten dauerhafte Schäden. Von 244 Opfern von Schlangenbissen in diesen beiden Provinzen im Zeitraum März 1989 bis Februar 1990 waren 44,5 % B. asper zuzuordnen. 12 Patienten (4,9 %) starben, weitere 13 (5,3 %) blieben dauerhaft behindert.
Aus anderen Ländern innerhalb des Verbreitungsgebietes von B. asper liegen ähnliche Zahlen vor.
Die meisten Bisse durch B. asper erfolgen in ländlichen Gebieten, betroffen sind vor allem junge Menschen, die in der Landwirtschaft arbeiten. In Costa Rica waren 46,2 % aller zwischen 1990 und 2000 Gebissenen mit landwirtschaftlichen Arbeiten beschäftigt, weitere 20 % waren Hausfrauen oder mit sonstigen Arbeiten in Häusern beschäftigt, bei den übrigen war die Beschäftigung nicht bekannt.
Andere Personengruppen sind selten betroffen. Von 10 Feldbiologen, die in Mittelamerika zwischen 1980 und 1991 durch Schlangenbisse vergiftet wurden, waren alle von B. asper gebissen worden. Alle überlebten den Biss, aber in einem Fall musste ein Unterschenkel amputiert werden, in einem zweiten Fall musste zerstörtes Gewebe chirurgisch ersetzt werden und in einem dritten Fall verhinderte eine psychische Traumatisierung die weitere Berufsausübung als Feldbiologe. Die Autoren der Studie relativieren jedoch das Risiko eines Bisses, drei Bisse erfolgten bei 4 Projekten mit insgesamt mehr als 1,5 Mio. „Feldstunden“; das Risiko lag also bei einem Biss auf rund 500.000 im Feld verbrachten Stunden.

### Weiterführende Links
- Ausführliche Beschreibung von Erster Hilfe und weiteren Notfallmaßnahmen bei Bissen sowie von Verhaltensregeln zur Vermeidung von Bissen online (Memento vom 12. Dezember 2011 im Internet Archive) (abgerufen am 30. November 2013, englisch)